# Odanacatib

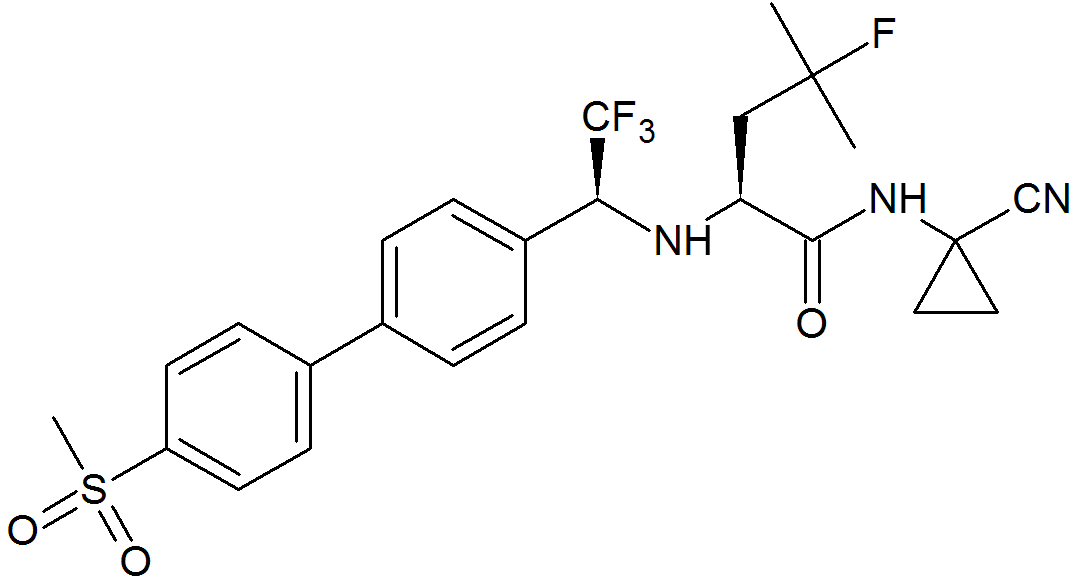
Une molécule d'Odanacatib (MK-0822).

L'Odanacatib (DCI : MK-0822) est un traitement expérimental pour lutter contre l'ostéoporose et les métastases osseuses .
C'est un inhibiteur réversible de la cathepsine K, enzyme impliquée dans la résorption osseuse.
Cette molécule est en cours de mise au point par Merck & Co. à Montréal.  
Les essais cliniques de phase III pour ce composé ont été arrêtés prématurément après un examen qui a démontré qu'il était très efficace et avait un bon profil d'innocuité. Merck a déclaré qu'une demande d'approbation réglementaire serait présentée en 2015.
Selon Cowen and Co, les prévisions de chiffre d'affaires sont estimées à un milliard de dollars par an à partir de 2020.